# 邵婷
邵婷（1989年12月10日—），中国女子篮球运动员，司职小前锋。2008年考入北京师范大学，作为队员赢得5届CUBA中国大学生篮球联赛女篮总冠军，3届CUBS大超冠军，并两度当选大超联赛MVP。2013年至2020年效力于北京首钢女子篮球俱乐部。2019年曾代表明尼苏达山猫队征战WNBA季前赛，不过在常规赛开始前被裁掉。2020-2021赛季加盟四川远达美乐女子篮球俱乐部。目前回到北京师范大学攻读博士学位。

## 生平
1989年出生在中国上海，毕业于北京师范大学。2014年入选中国国家女子篮球队，代表国家队参加2014年世界女子篮球锦标赛。